# Самоубиство Курта Кобејна
Дана 8. априла 1994. године, Курт Кобејн, певач и гитариста америчке рок групе Нирвана, пронађен је мртав у својој кући у Сијетлу у Вашингтону. Форензичари су касније утврдили да је умро три дана раније, 5. априла. У извештају о инциденту полиције у Сијетлу наводи се да је Кобејн пронађен са пушком преко тела, да је задобио видљиву рану од ватреног оружја у главу и да је у близини откривена самоубилачка порука. Полиција Сијетла прогласила је Кобејнову смрт самоубиством. Након његове смрти, прошириле су се теорије завере да је Кобејн убијен.

## Позадина
Курт Кобејн је био певач и гитариста америчког гранџ рок бенда Нирвана, једног од најутицајнијих бендова 1990-их и једног од најпродаванијих бендова свих времена. Током већег дела свог живота, Кобејн је патио од хроничног бронхитиса и интензивног бола због недијагностикованог хроничног стања.  Такође је био склон алкохолизму, патио је од депресије, и редовно је користио дроге и инхаланте. Кобејн је имао два рођака који су се убили ватреним оружјем.
Дана 3. марта 1994. Кобејн је хоспитализован у Риму након превелике дозе лекова против болова. Његова менаџерска агенција изјавила је да је предозирање било случајно, те да је патио од грипа и умора. Међутим, Кобејнова супруга, Кортни Лав, касније је рекла да је предозирање био покушај самоубиства: „Узео је 50 таблета. Вероватно је заборавио колико је узео. Али постојао је дефинитиван самоубилачки нагон, да гута, ждера и гута.” Кобејнова рођака Беверли, медицинска сестра, рекла је да је породица имала историју самоубиства и да је Кобејну дијагностикован поремећај пажње са хиперактивношћу и биполарни поремећај.
Кобејн је рекао да је његов бол у стомаку био толико јак током Нирванине европске турнеје 1991. и да је хероин једино спречавао самоубиство:  „једина ствар која ме сада спасава да се не упуцам“. У биографији Чарлса Кроса, басиста Нирване Крист Новоселић цитиран је како је видео Кобејна данима пре његове интервенције: „Био је заиста тих. Само је био отуђен од свих. Није се повезивао ни са ким."  Новоселићева понуда да купи вечеру за Кобејна довела је до тога да га је ненамерно натерао да купи хероин: „Његов дилер је био ту. Хтео је да буде сатеран у заборав... Хтео је да умре, то је хтео да уради.„

## Смрт
Дана 31. марта 1994. Кобејн је напустио рехабилитациони центар у који је пријавио дан раније, попевши се на зид од шест стопа. Кобејн је 2. априла таксијем отишао до продавнице оружја у Сијетлу, где је добио рачун за чауре од ватреног оружја. Кобејн је рекао таксисти да жели да купи чауре због проблема са проваљивањем у стан.
Кобејново тело је пронађено 8. априла у стакленику изнад гараже у његовој кући на истоку на булевару на језеру Вашингтон. Открио га је запослени Гери Т. Смит, који је тог јутра стигао да постави безбедносно осветљење. Смит је мислио да Кобејн спава све док није видео крв како му цури из уха. Такође је пронашао самоубилачку поруку са оловком забоденом кроз њу унутар саксије за цвеће. Ремингтон модел сачмарица 20 калибра коју је за Кобејна купио његов пријатељ, музичар Дилан Карлсон, пронађена је на Кобејновим грудима. Карлсон га је легално купио у продавници оружја у Сијетлу. Почеле су гласине да је стробоскоп интензивно користио Кобејн у данима који су претходили његовом самоубиству међутим томе су се супротставили каснији извештаји.
Кобејн није желео да се пиштољ купи на његово име јер је мислио да би га полиција могла запленити ради његове заштите. Полиција му је два пута одузела оружје у претходних десет месеци. Медицински иследник округа Кинг приметио је убодне ране на унутрашњој страни десног и левог лакта. Сачмарица није проверена на отиске прстију до 6. маја 1994. Према Извештају о анализи отисака прстију, четири латентна отиска су уклоњена, али нису била употребљива. У извештају полиције у Сијетлу се наводи да је сачмарица била преврнута на Кобејновим грудима.
Дана 14. априла, Seattle Post-Intelligencer је известио да је Кобејн био „на хероину када је повукао окидач“. Лист је објавио да је токсиколошким тестовима утврђено да је ниво морфијума у Кобејновом крвотоку 1,52 милиграма по литру и да постоје докази о валијуму у његовој крви. Извештај је садржао цитат Рендала Базелта са Хемијско-токсиколошког института, који наводи да је Кобејнов ниво хероина у "високој концентрацији, по свему судећи". Такође је навео да ће јачина те дозе зависити од многих фактора, укључујући и колико је Кобејн навикао на дрогу.
У марту 2014, Полицијска управа Сијетла (СПД) развила је четири ролне филма који су остављени у трезору за доказе. Према полицији у Сијетлу, фотографије приказују сцену Кобејновог леша јасније него претходне слике на полароиду које је снимила полиција. Детектив Мике Цесински, замољен је да погледа филм јер је „прошло 20 година касније и ради се о високом медијском случају“. Он је изјавио да је званични узрок Кобејнове смрти остало самоубиство и да слике неће бити објављене у јавности; међутим слике су објављене 2016. године. Према речима портпарола полиције, СПД добија најмање један захтев недељно, углавном преко Твитера, за поновно отварање истраге. Ово је резултирало одржавањем основног извештаја о инциденту у досијеу.

## Кремација
Дана 10. априла 1994. одржана је јавна комеморација у Сијетл центру, где је пуштен снимак Кортни Лав како чита Кобејнову самоубилачку поруку. Пред крај бдења, Лав је делила одећу присутним фановима. Наредних дана, она је тешила и туговала са обожаваоцима који су долазили у њену кућу.
Кобејново тело је кремирано. Однела је један део његовог пепела у будистички манастир Намгјал у Итаки у Њујорку. Тамо су неке од његових остатака свечано благословили будистички монаси и умешали у глину, која је коришћена за израду спомен-скулптура. Завршну церемонију за Кобејна је организовала његова мајка 31. маја 1999. којој су присуствовали и Лав и Трејси Марандер. Будистички монах је певао док је Кобејнова ћерка, Френсис Бин Кобејн, расула његов пепео у Меклејн Крик у Олимпији, у Вашингтону, граду где је „пронашао своју праву уметничку музу“.

## Реакције
Неколико Кобејнових пријатеља било је изненађено његовим самоубиством. Марк Ланеган, дугогодишњи Кобејнов пријатељ, рекао је за Ролинг Стоун: „Никад нисам знао да би Кобејн извршио самоубиство. Само сам знао да пролази кроз тешка времена.“ У истом чланку, Карлсон је изјавио да му је неко близак рекао да је инцидент у Риму био покушај самоубиства. Дени Голдберг у својој књизи Dispatches From the Culture Wars: How the Left Lost Teen Spirit: How the Left Lost Teen Spirit, упућује на „луде интернет гласине да Курт Кобејн није извршио самоубиство, већ да је убијен“, наводећи да га Кобејново самоубиство „прогања него сваки дан“.
Ентони Кидис, певач групе Red Hot Chili Peppers, изразио је своја осећања у својој аутобиографији, пишући:
Вест [о Кобејновој смрти] исисала је ваздух из целе куће, нисам се осећао као када је Хилел Словак умро; то је више било као „Свет је управо претрпео велики губитак“. Куртова смрт је била неочекивана... Био је то емоционални ударац и сви смо га осетили. Не знам зашто су се сви на земљи осећали тако блиски са тим момком; био је вољен и драг и неувредљив на неки чудан начин. Упркос свом вриштању и свом мраку, он је био само допадљив.
Кобејнов музички херој, Грег Сејџ, рекао је у интервјуу:
"Па, не могу стварно да спекулишем осим онога што ми је рекао, а то је, није био нимало срећан због тога, успех му је изгледао као, мислим, зид од цигле. Није било куда друго него доле, било му је превише вештачко, а он уопште није био вештачка особа. Заправо, две недеље након што је умро, требало је да дође овде и желео је да сними гомилу обрада певача Ледбелија. Било је то некако у тајности, јер, мислим, људи му то дефинитивно не би дозволили. Такође морате да се запитате, он је у то време био индустрија вредна милијарду долара, и ако је индустрија уопште имала појма да он жели или жели да се извуче, то нису могли дозволити, знате, у животу, јер да је само хтео да изађе са сцене, био би потпуно заборављен, али ако би умро, био би овековечен."

## Алтернативне теорије

### Ричард Ли
Први који је јавно приговорио извештају о самоубиству био је водитељ јавног приступа у Сијетлу Ричард Ли. Недељу дана након Кобејнове смрти, Ли је емитовао прву епизоду серије која је у току под називом Курт Кобејн је убијен, рекавши да постоји неколико неслагања у полицијским извештајима, укључујући неколико промена у природи пуцњаве из пушке. Ли је набавио видео снимак који је снимљен 8. априла са дрвета испред Кобејнове гараже, који приказује сцену око Кобејновог тела, за коју је тврдио да показује изразито одсуство крви за оно што је пријављено као рафал из пушке у главу. Неколико стручњака за патологију је изјавило да пуцњава из пушке у устима често доводи до мање крви, за разлику од пуцњаве из пушке у главу.

### Том Грант
Том Грант, приватни истражитељ којег је Лав унајмила да пронађе Кобејна након његовог одласка са рехабилитације од дроге, рекао је да верује да је Кобејн убијен. Грантова теорија је анализирана и доведена у питање у неколико књига, телевизијских емисија и филмова, укључујући документарну драму из 2015. „Soaked in Bleach“. Грант је још увек био у њеном запослењу када је пронађено Кобејново тело. Грант је изјавио да сматра да су догађаји око Кобејнове смрти „испуњени лажима, контрадикцијама у логици и безбројним недоследностима. Мотивисани профитом над истином, као и мрежом пословних договора и размишљања о личним каријерама, Кортни Лав, њени адвокати, и многи присталице Кортнијеве индустрије су се ангажовали у настојању да спрече јавност да сазна стварне чињенице овог случаја.“
Постоји неколико компоненти Грантове теорије, укључујући тврдњу да Кобејн није могао себи да убризга тако велику дозу хероина и да је ипак био у стању да повуче окидач, уверење да је Кобејнова белешка измишљена да би се само чинило самоубилачка порука и наводни недостатак отисака прстију од Кобејна или других на месту догађаја. Он такође тврди да је Лав имала финансијску мотивацију да убије Кобејна, како у облику гласина да Кобејн планира да се разведе од ње, тако и у чињеници да је Кобејн одбио понуду да предводи Лолапалуза фестивал 1994. за скоро 10 милиона долара.
Проучавајући инцидент у Риму, новинари Јан Халперин и Макс Волас контактирали су др Освалда Галету, који је лечио Кобејна након инцидента. Галета је оспорио тврдњу да је предозирање у Риму био покушај самоубиства. „Обично можемо рећи да је покушај самоубиства. Ово ми није личило на један“, рекао је Галета, која је такође супротставио Лавову тврдњу да је 50 Рохипнол пилула извађено из Кобејновог стомака. Халперин и Волас су размишљали: „Грант верује да је Кортни можда умешала велики број пилула у Куртов шампањац тако да је, када је попио пиће, заправо несвесно уносио велике количине дроге, довољне да га убије. Али ако је то случај, зашто је позвала полицију када је нашла га је онесвешћеног на поду? Ако је желела Курта мртвог, зашто га једноставно није оставила на поду док не умре?"
Грант верује да је тврдња да је инцидент у Риму био покушај самоубиства изведена тек након Кобејнове смрти. Пре пуцњаве, неки блиски Кобејну, посебно музичка продукција, одлучно су порицали да је желео да умре. Грант верује да би то било тачно, Кобејнови пријатељи и породица би били обавештени како би могли да га пажљиво прате. Међутим, други тврде да су ова порицања била само себична, у покушају да прикрију оно што се заиста дешавало иза кулиса. Ли Раналдо, гитариста изјавио је: „Рим је био само најновији део ствари који су чували привид нормалности за спољни свет.“
Грант се супротставља тврдњи да профитира од продаје комплета књига случајева на својој веб страници наводећи да то надокнађује неке од трошкова његове истраге. Грант је изјавио: „Борио сам се с тим... али ако будем шворц, мораћу да одустанем од потере и Кортни побеђује.“ Наредник Доналд Камерон, један од детектива за убиства укључених у случај, одбацио је Грантове оптужбе. теорију, рекавши: „[Грант] нам није показао ни трунке доказа да је ово било нешто друго осим самоубиства“, док је детектив за убиства у Сијетлу Мике Цисенски, који је прегледао случај, цитиран како је рекао Грант , "Искусни детектив никада не би дошао са теоријама које је смислио." Грант је заузврат оптужио Камерон да је лични пријатељ Кортни Лав. Дилан Карлсон је рекао Халперину и Воласу да он такође не верује да је Грантова теорија валидна, а у интервјуу са Брумфилдом је имплицирао да би се сам позабавио тиме да је веровао да је његов пријатељ убијен.

## Ник Брумфилд
Редитељ Ник Брумфилд, одлучивши да сам истражи те теорије, довео је филмску екипу да посети бројне људе повезане и са Кобејном и са Лав, укључујући њеног отуђеног оца, Кобејнову тетку и једну од бивших дадиља овог пара. Брумфилд је такође разговарао са вођом бенда Ментора Елдоном „Ел Дучеом“ Хоуком, који је тврдио да му је Лав понудила 50.000 долара да убије Кобејна. Иако је Хоке тврдио да зна ко је убио Кобејна, није споменуо име и није понудио никакве доказе који би подржали своју тврдњу. Међутим, поменуо је да је разговарао са неким по имену „Ален“ или „Ален“, пре него што је брзо убацио: „Мислим, пријатељу“, а затим се насмејао: „Дозволићу да га ФБИ ухвати“. Према Стиву Броју, цела прича је измишљена да би се продавали таблоиди из супермаркета. Брумфилд је случајно снимио Хокеов последњи интервју, пошто је умро неколико дана касније када га је ударио воз усред ноћи.
Брумфилд је насловио готов документарни филм Курт и Кортни, који је објављен 27. фебруара 1998. На крају, Брумфилд је сматрао да није открио довољно доказа да закључи постојање завере. У интервјуу из 1998. године, он је сумирао своја размишљања: „Мислим да је извршио самоубиство. Не мислим да постоји пиштољ који се дими. И мислим да постоји само један начин на који можете објаснити многе ствари око његове смрти. Не то он је убијен, али да је само недостајало бриге за њега. Само мислим да је Кортни отишла даље, и да је он постао потрошна роба."

### Ијан Халперин и Макс Волас
Новинари Ијан Халперин и Макс Волас су следили сличан пут и покушали да сами истраже теорију убиства. На основу доказа прикупљених у интервјуима, Халперин и Волас су веровали да је Кобејн желео да се разведе од Лав у време његове смрти, и да је тражила „опаког адвоката за разводе“ који би јој помогао да разбије предбрачни уговор који је наводно потписала и који ће задржати њихово богатство се раздваја у случају развода. Такође су тврдили да је ово био сукоб интереса, пошто је Николас Хартсхорн (мртвозорник у Кобејновом случају) био признати пријатељ Лав. Њихова књига, Ко је убио Курта Кобејна?, објављена је 1999. године, и извукла је сличан закључак као и Брумфилдов филм: иако није било довољно доказа да се убедљиво докаже убиство, било је више него довољно да се захтева да се случај поново отвори. Значајан елемент књиге укључивао је њихове разговоре са Грантом, који је снимио скоро сваки разговор који је водио док је радио за Лав. Током наредних неколико година, Халперин и Волас су сарађивали са Грантом на писању друге књиге, 2004. Љубав и смрт: Убиство Курта Кобејна.

### Пријатељи и породица
Општи консензус међу његовим блиским пријатељима и породицом је да је Кобејн извршио самоубиство. Међутим, неки Кобејнови пријатељи и чланови породице такође верују да је Кобејн убијен. Хенк Харисон, отац Кортни Лав, је поделио своје уверење да је Лав имала мотив, да постоје докази о опасној игри и да би случај требало поново да се отвори. Кобејнов деда, Лиланд Кобејн, такође је јавно изјавио да верује да је Кобејн убијен.
У августу 2005, Ким Гордон је упитана о Кобејновој смрти у интервјуу за Uncut Magazine. На питање шта мисли да је Кобејнов мотив за самоубиство, Гордон је одговорила: „Не знам ни да се убио. Има људи који су му блиски који не мисле да је то учинио...“ На питање ако је мислила да га је неко други убио, Гордон је одговорила: "Да, да." У истом интервјуу, њен тадашњи супруг изјавио је:
"Курт је умро на веома груб начин. То није било само предозирање. Он се заправо насилно убио. Било је тако агресивно, а он није био агресивна особа, био је паметна особа, имао је занимљив интелект. То је некако имало смисла јер је било као: вау, какав гест. Али у исто време било је као: нешто није у реду са тим гестом. То заправо не лежи у ономе што знамо."
Међутим, 2015. године, у тексту који је написала за The Guardian, Гордон је рекла да није била изненађена када је чула за Кобејново самоубиство, рекавши: „Увек ћу памтити дан када је Турстон звао да ми каже да се Курт упуцао. Наравно била сам тотално шокирана, али нисам била потпуно изненађена. У Риму се десио инцидент, где је Курт имао проблем са предозирањем, али детаљи никада нису били јасни."
Други су, међутим, одбацили или игнорисали теорије завере око Кобејнове смрти. У интервјуу за The Independent, бивши менаџер Нирване и Кобејнов пријатељ, Дени Голдберг, нагласио је Кобејново нестално и депресивно понашање у данима и недељама који су претходили његовој смрти, наводећи:
"То је смешно. Убио се. Видео сам га недељу дана раније, био је депресиван. Покушао је да се убије шест недеља раније, много је причао и писао о самоубиству, дрогирао се, добио је пиштољ. Зашто људи спекулишу о томе? Трагедија губитка је толико велика да људи траже друга објашњења. Мислим да у томе нема никакве истине."
Крист Новоселић је поделио своја размишљања: „Не могу да верујем да људи мисле да бих признао да су део криминалне завере, посебно на мрежи. Такође, молим свакога ко мисли да има било какве стварне доказе лоше игре да одем у полицију. Коначно, један од разлога због којих сам убеђен да се Курт убио је тај што је купио сачмарицу. Курт није био заинтересован за лов на птице или веверице, купио је то ватрено оружје као направу за самоубиство. Самоубиство није рационално."
У издању часописа People 19. априла 2004., неки чланови његове породице су поделили изјаву о његовој смрти:
„Наша породица страхује од 10. годишњице смрти нашег сина, посинка и брата Курта Кобејна. Не само да жалимо за његовом смрћу, већ га никада не можемо заборавити, јер нас чак и после 10 година стално подсећају контроверзе око његове смрти и наговештаји да је убијен. Са смрћу вољене особе самоубиством, породица доживљава кривицу и шта ако. Са смрћу иконе она никада не нестаје. Сви знамо да се Курт убио. Кортни га није убила нити га је хтела убити. Надамо се да ће сви надрилекари који покушавају да зараде новац преиспитујући његову смрт запамтити музику и запамтити да је имао породицу која га је волела и прелепу девојчицу која не заслужује да се заувек подсећа на ђубре око његове смрти."